# Dekanat Rybno Pomorskie
Dekanat Rybno Pomorskie – jeden z 24 dekanatów w rzymskokatolickiej diecezji toruńskiej.
Dekanat rybieński powstał 2 grudnia 2001 roku w ramach reorganizacji struktur diecezjalnych.

## Parafie
Lista parafii (stan z 14 października 2023):
| Lp | Miejscowość / parafia                           | Proboszcz / administrator                | Zdjęcie |
| -- | ----------------------------------------------- | ---------------------------------------- | ------- |
| 1  | Boleszyn parafia św. Marcina                    | ks. kan. Piotr Henryk Nowak              |         |
| 2  | Grodziczno parafia św. Apostołów Piotra i Pawła | ks. kan. dr Piotr Kwiatkowski            |         |
| 3  | Hartowiec parafia Podwyższenia Krzyża Świętego  | ks. kan. Sławomir Włodzimierz Skonieczka |         |
| 4  | Koszelewy parafia Podwyższenia Krzyża Świętego  | ks. Piotr Figurski                       |         |
| 5  | Mroczno parafia Najświętszego Serca Pana Jezusa | ks. kan. Sławomir Stanisław Zedlewski    |         |
| 6  | Rumian parafia św. Barbary                      | ks. Sławomir Sporczyk                    |         |
| 7  | Rybno parafia Najświętszego Serca Pana Jezusa   | ks. kan. Janusz Eugeniusz Kowalski       |         |
| 8  | Zwiniarz parafia św. Mikołaja Biskupa           | ks. Paweł Sławomir Figurski              |         |